# Minkar
Minkar (epsilon Corvi) is een heldere ster in het sterrenbeeld Raaf (Corvus).